# 고토 유키
고토 유키(일본어: 後藤夕貴, 1993년 6월 12일 ~ )는 일본의 여성 아이돌 그룹 전 THE 폿시보(2015년 7월까지), 차오 벨라 칭케티(2015년 7월부터)의 멤버이며, 그라비아 아이돌이다. 일본 가나가와현 출신이다.

## 인물
- 신장 : 153 cm
- 취미 : 댄스, 피아노, 낙서, 스티커 사진, 머리카락을 만지는 일
- 특기 : 댄스, 피아노
- 좋아하는 것 : 배드민턴, 음악, 낙서
- 서투른 일 : 일찍 일어나기
- 좋아하는 음식 : 딸기, 새우
- 싫은 음식 : 보소보소 한 것
- 좋아하는 색 : 분홍색, 흰색, 검은색, 물색, 노란색(?)
- 자신을 동물에 비유하면 : 리스
- 사이가 좋은 하로프로에그의 멤버：후루카와 코나츠, 오카다 로빈 쇼코, 아키야마 유리카
- 소속그룹 : 차오 벨라 칭케티, 팀 마켄키

## 작품

### DVD
- THE ポッシボー 5周年記念DVD「五年熟成」もうすぐアダルトゥ (2011년 6월 8일, TNX)